# Josef Chládek
Josef Chládek (19. dubna 1857 Hořičky – 6. dubna 1917 Bílý Újezd) byl český kantor a hudební skladatel.

## Život
Narodil se 19. dubna 1857 v Hořičkách. V letech 1869–1872 studoval na střední škole ve Dvoře Králové nad Labem. Osvědčení o učitelské kvalifikaci získal v roce 1879 po absolvování pedagogického institutu v Hradci Králové.
V letech 1876–1882 působil jako dočasný podučitel v České Skalici. Byl vynikající klavírista a zpěvák. Rychle se zapojil do místního hudebního života. Spolu se svou manželkou Stanislavou, dcerou místního učitele Josefa Ringa, založil šedesátičlenný smíšený pěvecký sbor. Oba manželé věnovali veškeré úsilí především hudební výchově mádeže.
Později se přestěhoval do Bílého Újezdu, kde 6. dubna 1917 zemřel.

## Dílo
Z jeho díla jsou známy dvě duchovní skladby:
- Offertorium na den Proměnění Páně, pro smíšený sbor a varhany
- Offertorium na oslavu Tří králů svatých, pro tři hlasy a varhany